# مقاش (دهستان)
 مقاش  به عربی ( اَلمَقاش ) دهستانی است در عزلهٔ (کِتاف) وأعمال النادرة، در ناحیهٔ (البُّقَع)،، از توابع استان اَبیَن در کشور یمن در شبه جزیره عربستان.

## جمعیت
جمعیت این دهستان در حدود (۱۸ خانوار) و (۴۴۲۸) نفر می‌باشد. 

## روستاهای توابع
روستاهای توابع این دهستان عبارتند از:
- روستای عزلة الدایان
- روستای بنی مَطَر
- روستای المَقاش السُفلی
- روستای عزلة الصَفراء
- روستای قَضاء هَمَدان

## منبع
- المقحفی، ابراهیم، احمد ، (مُعجَم المُدُن وَالقَبائِل الیَمَنِیَة) ، منشورات دار الحکمة، صنعاء، چاپ پنجم، وانتشار سال ۱۹۸۵ میلادی به (عربی).
- صنعانی، محمد بن یحیی بن عبدالله بن احمد، الیمانی. ، (اَلأنَباءَ عَن دُولةَ بَلقِیسَ وَ سَبأَ) ، منشورات دار الیمنیة للنشر والتوزیع، صنعاء، چاپ وانتشار سال ۱۹۸۴ میلادی به (عربی).